# مقاطعة مدينة موحدة

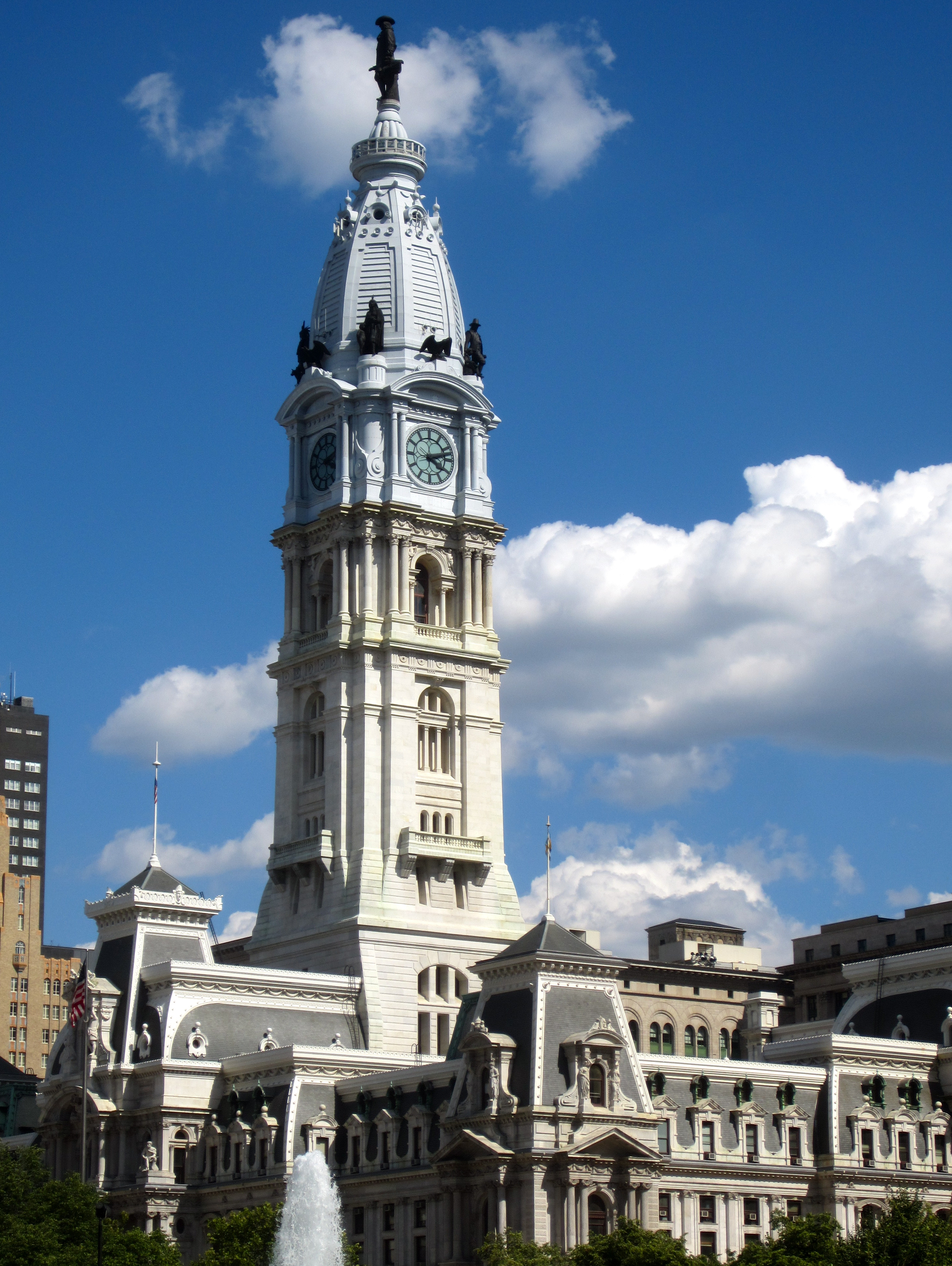

مقاطعة مدينة موحدة، هي المدينة والمقاطعة في الولايات المتحدة الأمريكية التي  تم دمجهما تحت مقاطعة واحدة تابعة لسلطة قضائية واحدة. ففي نفس الوقت، تكون المدينة عبارة عن مدينة وبلدية ومقاطعة بالنسبة للتقسيم الإداري للدولة، ويكون لها الصلاحيات والمسؤوليات لكل الأنواع من الكيانات.
تختلف مقاطعة مدينة موحدة عن المدينة المستقلة، على الرغم من أن المدينة المستقلة يمكن أن تكون ناتجة عن توحيد مدينة مع مقاطعة ويمكن أيضاً أن يكون لها نفس سلطات مقاطعة مدينة موحدة. عادةً، لا تُعتبر المدينة المستقلة تابعة لأي مقاطعة، وتعترف بها ولايتها ككيان سياسي وقانوني منفصل عن المقاطعات المحيطة. هناك العديد من الأمثلة في عن مقاطعة مدينة موحدة مثل إنديانابوليس (إنديانا) وناشفيل (تينيسي) وجاكسونفيل (فلوريدا) ولويفيل (كنتاكي) وكانساس سيتي (كانساس) وليكسينغتون (كنتاكي). حالياً، تعتبر فيلادلفيا (بنسيلفانيا) أكبر مقاطعة مدينة موحدة من حيث عدد السكان، وسيتكا (ألاسكا) الأكبر من حيث المساحة.